# Shilo
Shilo (hebraisk: שילה) var en israelittisk by i oldtiden i Israels land, som er nævnt flere gange i det gamle testamente i bibelen, blant andet som det sted, hvor Pagtens Ark blev opbevaret. Stedet fungerede som kongedømmet Israels midlertidige (religiøse) hovedstad frem til arken blev flyttet til det første tempel i Jerusalem.
Den geografiske lokation for Shilo hedder i dag Khirbet Seilun. Den lå syd for oldtidens Tirsa, 16 km nord for den israelske bosættelse Beit El på Vestbredden. 